# Sekhemra Neferkhau
Sekhemra-neferkau Upuautemsaf (fl. XVII secolo a.C.) è stato un faraone della XIII dinastia egizia oppure della Dinastia di Abido.

## Biografia
La conoscenza di questo sovrano, il cui nome non compare in alcuna delle liste reali, deriva dal ritrovamento di una stele, proveniente da Abido ed ora conservata al British Museum e da un graffito nella tomba privata del principe Amenhemat a Beni Hasan.
Il nome di questo sovrano potrebbe trovarsi nelle righe perse. a causa del frammentarietà del documento (colonne 6 e 7), del Canone Reale.

## Titolatura
| G5 |

| G5 |

|       |
| \| \| |
|       |
|       |

|  |

|       |
| \| \| |
|       |
|       |

|  |

| G16 |

| G16 |

|  |

| G8 |

| G8 |

|  |

| M23 · X1 | L2 · X1 |

| M23 · X1 | L2 · X1 |

| N5 | S42 | nfr | N28 · Z2 |

| N5 | S42 | nfr | N28 · Z2 |

| N5 | S42 | nfr | N28 · Z2 |

| N5 | S42 | nfr | N28 · Z2 |

| N5 | S42 | nfr | N28 · Z2 |

| N5 | S42 | nfr | N28 · Z2 |

| N5 | S42 | nfr | N28 · Z2 |

| N5 | S42 | nfr | N28 · Z2 |

| G39 | N5 |

| G39 | N5 |

| F13 | N31 · t · Z2 | m | V17 | Z1 · f |

| F13 | N31 · t · Z2 | m | V17 | Z1 · f |

| F13 | N31 · t · Z2 | m | V17 | Z1 · f |

| F13 | N31 · t · Z2 | m | V17 | Z1 · f |

| F13 | N31 · t · Z2 | m | V17 | Z1 · f |

| F13 | N31 · t · Z2 | m | V17 | Z1 · f |

| F13 | N31 · t · Z2 | m | V17 | Z1 · f |

| F13 | N31 · t · Z2 | m | V17 | Z1 · f |